# BRP Benguet (LT-507)
Le BRP Benguet (LS-507) (ex-USS LST-692) est un Landing Ship Tank de la marine philippine issue de l'ancienne LST Mk.2 de l'US Navy. Il porte le nom de la province de Benguet sur l'île de Luçon.

## Histoire
L'USS LST-692 a été construit au chantier naval Jeffersonville Boat & Machine Company dans l'Indiana aux États-Unis et mis en service le 10 mai 1944. Il a servi lors du débarquement de Provence (15 août au 25 septembre 1944). Il est désarmé le 1er juillet 1946 et mis en réserve à Green Cove Springs en Floride. Il obtient une Service star pour le service durant la Seconde Guerre mondiale. En 1951 il reprend du service lors de la guerre de Corée et obtient deux Service star. Renommé USS Daviess County (LST-692) il est mis au service du Military Sealift Command (MSC) le 1er juin 1964.
Il a été transféré aux Philippines le 13 septembre 1976 et rebaptisé BRP Benguet (LT-507). En 1999 il est stationné au récif de Scarborough revendiqué par la Chine, Taïwan et les Philippines. Après la visite du Premier ministre de la République populaire de Chine Zhu Rongji à Manille celui-ci est retiré et rejoint la flotte philippine.

### Note et référence
- (en) Cet article est partiellement ou en totalité issu de l’article de Wikipédia en anglais intitulé « BRP Benguet (LT-507) » (voir la liste des auteurs).